# Pierre Gallais
Pour les articles homonymes, voir Gallais.
Pierre Gallais est un médiéviste français né le 10 septembre 1929 à Pleugriffet (Morbihan) et mort le 3 novembre 2001 à Liniers (Vienne).

## Biographie
Maître de conférences en littérature française du Moyen Âge à l'Université de Poitiers, il a fondé en 1983, avec Gérard Chandès, l'Équipe de Recherche sur la Littérature d'Imagination du Moyen Âge (ERLIMA), puis la revue PRIS-MA en 1985 soutenu par le CESCM (Centre d'études supérieures de civilisation médiévale).
L’éclairage apporté par Pierre Gallais sur l’œuvre de Chrétien de Troyes en particulier, s’avère primordial, tant dans Perceval et l’initiation paru en 1972, que dans Dialectique du récit médiéval, paru en 1982. Prenant un chemin qui diffère de l’habituel travail du critique littéraire, il s’attache toujours à retrouver derrière l’écrivain et son œuvre, les structures anthropologiques universelles.
Ainsi ouvre-t-il une voie humaniste des plus originales, en établissant, notamment à partir des travaux d'Henry Corbin, des correspondances entre le dernier roman de Chrétien et les écrits iraniens médiévaux de la pensée shiite et soufie (démarche similaire à celle adoptée pour le Tristan et ses origines persanes en 1974).
Pierre Gallais voit l’œuvre majeure de Chrétien de Troyes, Le Conte du Graal, tout autrement que la plupart des continuateurs, adaptateurs où commentateurs. Selon lui, le roman évoque, plus qu’une éducation, une initiation à la vie, dont le véritable sujet est, non pas l’objet du Graal, encore moins sa quête, mais bel et bien le personnage de Perceval.  Au cours de ce voyage initiatique, deux personnages, essentiels et souvent négligés, sont remis en lumière par Pierre Gallais : Blancheflor, dont l’amour demeure " le seul chemin de l‘accomplissement de l'homme." et donc la condition essentielle à un second passage de Perceval au Château du Graal ; le roi « esperitaus », père du Roi pêcheur, assimilé au personnage de l’Imâm, le roi caché des récits persans, trait d’union lumineux entre le divin et l’humain.

## In Memoriam
- par Pierre-Marie Joris. in PRIS-MA Tome XVII/2, nº34, Juillet-Décembre 2001, pp 301–305.
- par Joël Thomas. in Bulletin de liaison des centres de recherche sur l'imaginaire, nº18, 2002.
- par Gilbert Durand. in Bulletin de liaison des centres de recherche sur l'imaginaire, nº19, 2002.
- paru dans le Monde du 29/11/01.